# Simone Talenti

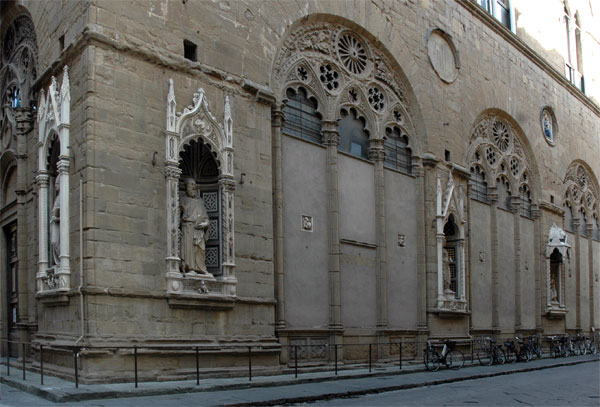
Les arcades fermées d'Orsanmichele

Simone di Francesco Talenti, ou Simone Talenti (1340 - 1381) est un sculpteur et un architecte italien, le fils de Francesco Talenti. Il fut actif à Florence au XIVe siècle.

## Biographie
Simone Talenti est intervenu à Orsanmichele en dessinant les remplissages des arcades de l'édifice à la suite de son changement de destination finale, passant de loggia à église.
On lui doit également la construction de la Loggia dei Lanzi avec Benci di Cione, tous deux étant les élèves d'Andrea Orcagna.